# Shahrestān-e Dīvāndarreh
Shahrestān-e Dīvāndarreh (persiska: شهرستان ديواندرِه, ديواندرِه) är en delprovins (shahrestan) i Iran.   Den ligger i provinsen Kurdistan, i den nordvästra delen av landet, 400 km väster om huvudstaden Teheran.
Delprovinsen hade 80 040 invånare 2016.